# Brygida Dziuba
Brygida Dziuba-Balska (ur. 11 lutego 1939 w Nowym Bytomiu) – polska gimnastyczka sportowa, sędzia międzynarodowy, olimpijka z Rzymu 1960.
Mistrzyni Polski ćwiczeniach wolnych w roku 1960 oraz wicemistrzyni w skoku przez konia w roku 1963. Wielokrotna (6) mistrzyni Polski w konkurencji drużynowej (klub Pogoń Nowy Bytom) w latach 1956–1960, 1963.
Po zakończeniu kariery zawodniczej działaczka sportowa oraz sędzia międzynarodowy (od 1980 r.). Była przewodniczącą Komisji Sędziowskiej PZG ds. kobiet. Odznaczona Złotym i Srebrnym Krzyżem Zasługi.
Na igrzyskach olimpijskich w 1960 roku zajęła:
- 5. miejsce w wieloboju drużynowym
- 21. miejsce w ćwiczeniach wolnych
- 40. miejsce w skoku przez konia
- 52. miejsce w wieloboju indywidualnym
- 61. miejsce w ćwiczeniach na równoważni
- 62. miejsce w ćwiczeniach na poręczach.